# Verrijzeniskerk (Sint-Jans-Molenbeek)
De Verrijzeniskerk of Kerk van de Verrijzenis (Frans: Église de la Resurrection) is een kerkgebouw te Sint-Jans-Molenbeek, gelegen aan de Palokestraat 75, in het Brussels Hoofdstedelijk Gewest in België.
Het is een moderne kerk, gebouwd in 1965-1966, ontworpen door R. Pirlot. De lage kerk heeft een schuin aflopend plat dak en, in plaats van een toren, een driehoekige constructie van glas en beton.
Enkele vensters in de kerk zijn in glas in beton uitgevoerd, door Marc Vanhove. Ook het altaar is van beton. De binnenmuren van de kerk werden in mergelsteen uitgevoerd. Als doopvont werd een eetketel van een bedoeïenenstam uit Marrakesh geïnstalleerd. Het beeld van de Verrijzenis van Christus is afkomstig uit de kerk die zich op het terrein van Expo 58 bevond.